# Minneapolis
Minneapolis er den største by i den amerikanske delstat Minnesota. Byen har 429.954(2020) indbyggere og er administrativt centrum i det amerikanske county Hennepin County. Sammen med Minnesotas hovedstad Saint Paul danner Minneapolis området kendt som Twin Cities. Byen ligger ved bredden af floden Mississippi.
Byen har tilnavnet "City of Lakes" og "Mill City" og er kendt for sine mange søer og vådområder og har historisk haft stor betydning inden for bl.a. kornproduktion. Navngivet USA's mest kyndige by, der har kulturelle organisationer, der trækker kreative mennesker og publikum til byen for teater, billedkunst, skrivning og musik. Minneapolis har en stor dansk og skandinavisk befolkning.